# Brouwerij Broeder Jacob
Brouwerij Broeder Jacob, is een moderne brouwerij gelegen in Tongeren, in het zuiden van de Belgische provincie Limburg.

## Achtergrond
De brouwerij is genoemd naar het gelijknamige Belgische biermerk Broeder Jacob dat werd gecreëerd door twee bierliefhebbers, Johan Claes en Bruno Verbiest. Op de flesjes, vlaggen en promotiemateriaal van Broeder Jacob staan vrolijke muzieknoten. Het verwijst naar het liedje Vader Jacob, in België gezongen als Broeder Jacob, Frère Jacques in het Frans, naar een legende over een broeder die te lang had geslapen. In de glazen is een muzieksleutel gegraveerd en op de etiketten komen de noten terug.

## Producten
Brouwerij Broeder Jacob brouwt een breed assortiment aan speciaalbier.
- Vlierbeek, een volmondig goudblond abdijbier van 8,5%. Dit bier wordt gebrouwen in nauwe samenwerking met de Abdij van Vlierbeek.
- Broeder Jacob Wit, een licht troebel tarwebier
- Broeder Jacob Blond, een licht bitter en karaktervol blond bier
- Broeder Jacob Tripel, een zacht blond tripelbier

## Prijzen
- Brussels Beer Challenge 2024 - Gouden Medaille voor Vlierbeek Grand Cru in de categorie Abbey / Trappist Style Blond
- Brussels Beer Challenge 2024 - Bronzen Medaille voor Broeder Jacob Tripel in de categorie Belgian Style Tripel